# Ecoregió terrestre
Una ecoregió terrestre (o ecozona) és una àrea on la composició de les espècies que conté és relativament homogènia, i clarament distingible de les altres àrees adjacents. Ecològicament, es tracta d'unitats fortament cohesionades, prou grans per abastar els processos ecològics o la història evolutiva de vida de la majoria de les seves espècies sedentàries que en ella hi habiten.
En aquest context, el terme terrestre s'utilitza per significar "de la superfície emergida" sòls i roques, i no en el sentit més general "de la terra" com a sinònim de planeta. Per tant, en aquesta categorització queden exclosos els oceans i els cossos d'aigua dolça, ja que per a tots dos s'han creat categoritzacions pròpies.
Els especialistes divideixen la superfície terrestre del planeta en 14 zones ecològiques principals, que contenen 867 ecoregions terrestres, encara que el nombre total varia segons els autors.
Les 14 zones ecològiques terrestres (o ecozones) segueixen els límits principals de la flora i la fauna identificades pels botànics i zoòlegs. Aquests límits generalment segueixen les fronteres continentals, o barreres principals en la distribució de plantes i animals. Els límits de les ecoregions sovint no són tan decisius o no són ben reconeguts, per la qual cosa estan subjectes a un major desacord.
Les ecoregions es classifiquen per tipus de bioma, que són les principals comunitats vegetals mundials, les que estan determinades per les precipitacions i la temperatura.
Les ecoregions terrestres han estat delimitades per The Nature Conservancy (TNC) i el Fons Mundial per a la Naturalesa (WWF) per ajudar en les activitats de conservació dels ecosistemes terrestres. Les hi defineix com "una unitat gran de terra que conté un conjunt geogràficament diferent d'espècies, comunitats naturals i condicions ambientals". Els límits d'una ecoregió terrestre no són fixos ni nítids, doncs aquestes abasten una àrea en la qual importants processos ecològics i evolutius interactuen més fortament. Aquests límits s'aproximen a l'extensió original de les comunitats naturals, abans de la seva destrucció i reconversió per part de l'home.

## Història i característiques
La biodiversitat no es distribueix uniformement en tota la Terra, segueix patrons complexos determinats pel clima, la topografia, i la història evolutiva del planeta. Des del segle xix s'intenta classificar els ecosistemes presents a tot el món, i són nombrosos els científics que han proposat diferents sistemes.
El sistema de ecoregions mundial vigent en 2013 té el seu origen en el disseny de les 142 ecoregions terrestres que van ser catalogades com a prioritàries per a la seva conservació pel Global 200.
Posteriorment, TNC, WWF, i altres grups d'especialistes van refinar i van ampliar aquest esquema per proporcionar un sistema que cobreix la totalitat de la superfície emergida del planeta, creant el sistema de ecoregions terrestres del món.
L'esquema utilitzat per designar i classificar les ecoregions terrestres és anàleg a l'utilitzat per definir els altres tipus de ecoregions. Per al seu desenvolupament va requerir profundes anàlisis de tota la biota terrestre global.
A escala mundial, l'estructura desenvolupada es compon d'un sistema jerarquitzat, que inclou totes les ecoregions terrestres, les que s'agrupen en províncies terrestres, que al seu torn s'aglutinen en regnes terrestres.
Totes les unitats espacials es van definir sobre bases biogeogràfiques àmpliament comparables. La informació examinada es relaciona a hàbitat, característiques geomorfològiques predominants, sòls, temperatura, precipitació, fauna, flora, formacions vegetals dominants, etc. gràcies als quals es va aconseguir identificar les àrees i els seus límits. En molts casos, aquests enfocaments divergents van ser compatibles, donat l'estret vincle entre la diversitat biològica i els factors subjacents abiòtics.
Es va tenir en compte especialment: la riquesa total d'espècies, el nombre d'endemismes, la singularitat taxonòmica (per exemple, únics gèneres o famílies, tàxons relictes, llinatges primitius, etc.), fenòmens ecològics o evolutius inusuals (per exemple, fauna de vertebrats de gran grandària o que realitzen migracions, extraordinàries radiacions adaptatives), raresa global del tipus d'hàbitat principal, etc.

## Categories
La definició de les categories emprades és la següent.
Regnes.
És el major sistema d'unitats espacials. Es basa en el concepte de regnes terrestres, descrit per Udvardy l'any 1975: àrees de grandària continental o subcontinental amb trets unificadors de la seva geografia, fauna, flora, i vegetació.
Províncies.
La categoria que nia dins dels Regnes és la de província. Les províncies són: Grans àrees definides per la presència de biotes diferents que tenen almenys certa cohesió al llarg del marc del temps evolutiu.
Les províncies tenen algun nivell d'endemisme, principalment a nivell de les espècies. Encara que té algun paper l'aïllament històric, moltes d'aquestes biotes han sorgit com a resultat dels trets distintius abiòtics que circumscriuen els seus límits.
Ecoregions.
Les ecoregions són les unitats de més petita escala en el sistema d'ecoregions terrestres del món. Les hi defineix d'aquesta manera:
Són àrees on la composició de les seves espècies és relativament homogènia, i clarament diferent de les ecoregions adjacents. La composició de les espècies és generalment determinada pel predomini d'un petit nombre d'ecosistemes i / o un conjunt distintiu de característiques topogràfiques. Els agents biogeogràfics dominants que forcen la definició de les ecoregions varia d'un lloc a un altre, però poden incloure aïllament, règims de temperatura, règims de pluviometria, sòls, etc. El tenir nivells importants d'endemisme és una clau determinant en la identificació d'una ecoregió terrestre.

## Grans grups ecològics
Geogràficament, les ecoregions terrestres s'agrupen entre les 8 grans regions ecològiques del planeta: 
- Australàsia
- Antàrtica
- Indo-Malaia
- Paleàrtica
- Neàrtica
- Neotropical
- Afrotropical
- Oceania

Ecològicament, les ecoregions terrestres s'agrupen en 14 grans grups o tipus d'hàbitat principals. Aquests reflecteixen la gran diversitat d'organismes adaptats a la vida en el medi terrestre. Aquests ambients varien des dels boscos freds hiper humits fins als més tòrrids i secs deserts, des de les pluviselves equatorials fins a les tundres polars. També s'inclouen totes les comunitats terrestres en les més variades altituds, cobrint topogràficament des dels manglars a la vora del mar fins als prats alpins de l'Himàlaia.
- Deserts i matolls xèrics (Deserts and xeric shrublands)

- Boscos latifolis humits tropicals i subtropicals (Tropical and subtropical moist broadleaf forests)

- Boscos latifolis secs tropicals i subtropicals (Tropical and subtropical dry broadleaf forests)

- Boscos de coníferes tropicals i subtropicals (Tropical and suptropical coniferous forests)

- Boscos latifolis temperats i boscos mixts (Temperate broadleaf and mixed forests)

- Boscos de coníferes temperat (Temperate Coniferous Forest)

- Boscos boreals / Taigà (Boreal forests / Taiga)

- Pasturatges, sabanes, i matolls tropicals i subtropicals (Tropical and subtropical grasslands, savannas and shrublands)

- Pasturatges, sabanes, i matolls temperats (Temperate grasslands, savannas and shrublands)

- Prades i sabanes negades (Flooded grasslands and savannas)

- Pasturatges i matolls montanos (Montane grasslands and shrublands)

- Tundra (Tundra)

- Boscos, muntanyes, i matolls mediterranis (Mediterranean Forests, woodlands and scrubs)

- Manglars – (Mangroves)